# Burcardo, margrave de Austria
Burcardo (en alemán Burkhard, Burchard; † c. 981) fue el primer margrave de la Marca de Austria, la Ostmark bávara (955-976), dependiente de los duques de Baviera. Por motivos onomásticos, más que por documentación fehaciente, Burcardo es encuadrado entre los hunfridingas o burcardingas, príncipes de origen alamán que llegaron a ser los primeros duques del Ducado de Suabia en los comienzos del Sacro Imperio Romano Germánico.

## Biografía
Era hijo de Odalrico de Suabia, conde en Zúrich y en Turgovia, nieto por tanto del duque Burcardo I de Suabia. Se casó con una hija menor de Arnulfo el Malo, duque de Baviera (907-937), cuyo nombre (¿Swanhilda?) no ha llegado a conocerse con seguridad. Estuvo conectado, por lo tanto, por vía matrimonial con la Dinastía Sajona gobernante en el Sacro Imperio y en el Ducado de Baviera a través de la hermana mayor de su esposa, Judith de Baviera, esposa a su vez de Enrique I, duque de Baviera (948-955), que era hermano de Otón I, rey de Germania (936-973) y emperador del Sacro Imperio Romano Germánico (962-973).

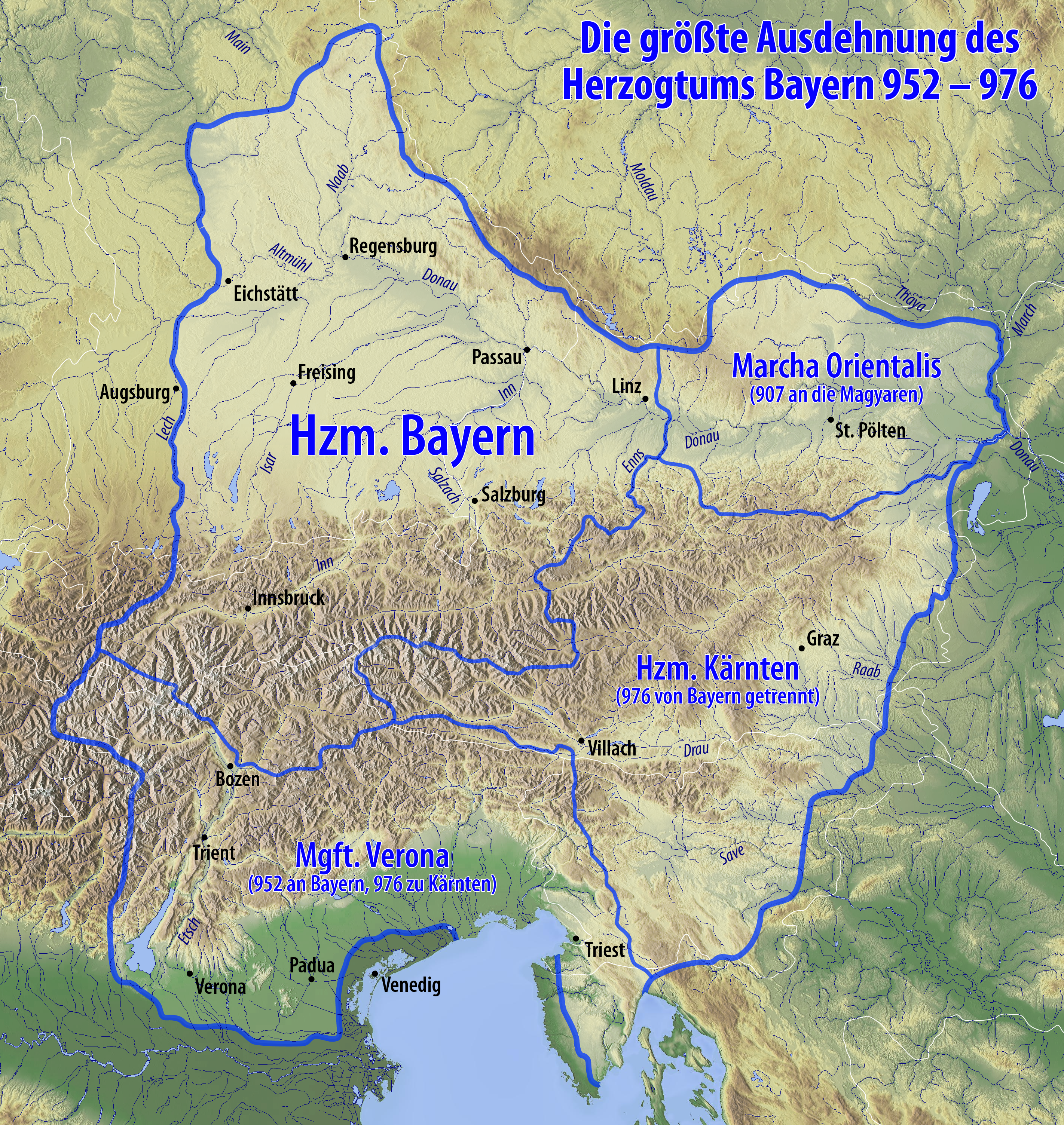
La Marcha orientalis en el Ducado de Baviera (952–976), centrada en Sankt Pölten.

El duque Enrique I le hizo castellano (burgrave) de su capital, Ratisbona, encargado de su defensa militar. En 954 Burcardo ayudó a su señor feudal Enrique I a reprimir la rebelión del hijo mayor de Otón I, Liudolfo, duque de Suabia (950-954), que estaba apoyado por Conrado, el Rojo, duque de Lotaringia. En 955, después de la batalla de Lechfeld, muerto el duque Enrique I y en minoría de edad su hijo y sucesor Enrique II el Pendenciero, el emperador Otón I nombró a Burcardo margrave de la Ostmark que acaba de formar con los territorios orientales del Ducado de Baviera, para proteger el Sacro Imperio de las razzias de los magiares. El margrave Burcardo tiene un papel decisivo en la recuperación y recolonización de la zona fronteriza a lo largo del Danubio más allá del río Enns, entre los ríos Erla y Pequeño Tulln, con villas como Melk, Krems, Sankt Pölten o Tulln. En 973, su pariente el duque de Suabia Burcardo II consiguió con engaños que el capítulo catedralicio del Obispado de Augsburgo eligiera a su hijo Enrique como obispo de Augsburgo para suceder a San Ulrico, en lugar de al candidato del emperador Otón I.
En 974 el margrave Burcardo participó en el levantamiento de su sobrino y señor feudal Enrique II, el Pendenciero contra el hijo de Otón I y nuevo emperador, Otón II, el Sanguinario. Fueron derrotados en Ratisbona hacia el año 976, y tanto Enrique II como Burcardo huyeron a Bohemia y fueron despojados de sus posesiones: Otón II, el Sanguinario redujo el territorio de Baviera a casi un tercio de su tamaño original, desgajando de ella el ahora independiente Ducado de Carintia (incluyendo la Marca de Verona y los territorios italianos de Baviera), que pasó a manos del duque luitpoldinga Enrique I, el Joven, invistió a Leopoldo I Babenberg como margrave de Austria, rompiendo sus lazos feudales con Baviera, y dejó el resto del Ducado de Baviera a su sobrino, Otón I, duque de Suabia, como nuevo duque de Baviera. 
Burcardo desaparece entonces de la historia, legando a su hijo, el obispo de Augsburgo Enrique I, sus posesiones como conde de Geisenhausen.

## Descendencia
Burcardo se casó con una hija menor de Arnulfo el Malo, duque de Baviera (907-937), cuyo nombre no ha llegado a conocerse con seguridad.
- Burcardo (* ? - † c. 981) ∞ ¿Swanhilda? (* 925 - † ?)
  - Hijo: Enrique (* ? - † 13 de julio de 982)  obispo de Augsburgo (973 - 982), sucesor de San Ulrico y muerto en la batalla de Stilo, luchando contra los sarracenos del Emirato de Sicilia que estaban invadiendo Calabria
  - Hija: Wilibirga, esposa de Adalbero conde de Viebach (en Carintia)